# Hybophorellus baffinensis
Hybophorellus baffinensis är en stekelart som beskrevs av Heinrich 1961. Hybophorellus baffinensis ingår i släktet Hybophorellus och familjen brokparasitsteklar. Inga underarter finns listade i Catalogue of Life.